# Huset Savojens residens
Huset Savojens residens är en grupp byggnader i staden Turin och dess provins Torino i Piemonte i norra Italien som 1997 blev ett världsarv.
Världsarvet omfattar följande byggnader:

## Residens
- I Turin:
  - Palazzo Reale di Torino
  - Palazzo Madama
  - Palazzo Carignano
  - Castello del Valentino
  - Villa della Regina

- Inom provinsen Torino nära Turin
  - Palazzina di caccia di Stupinigi
  - Reggia di Venaria Reale
  - Castello della Mandria
  - Castello di Rivoli
  - Castello di Agliè
  - Castello di Moncalieri
  - Castello di Racconigi
  - Pollenzo
  - Castello di Govone
  - Reggia di Valcasotto

### Bildgalleri

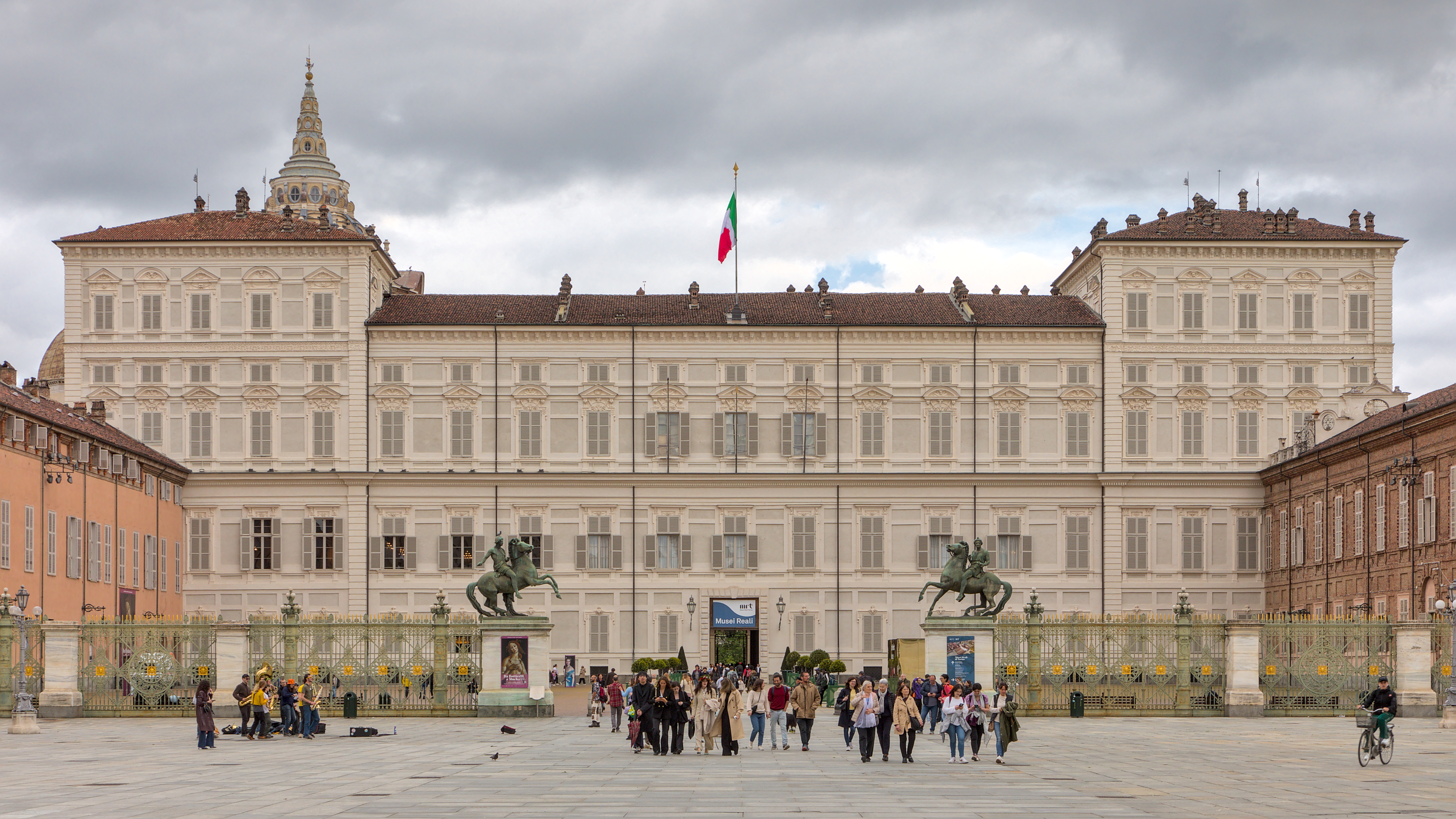
Palazzo Reale
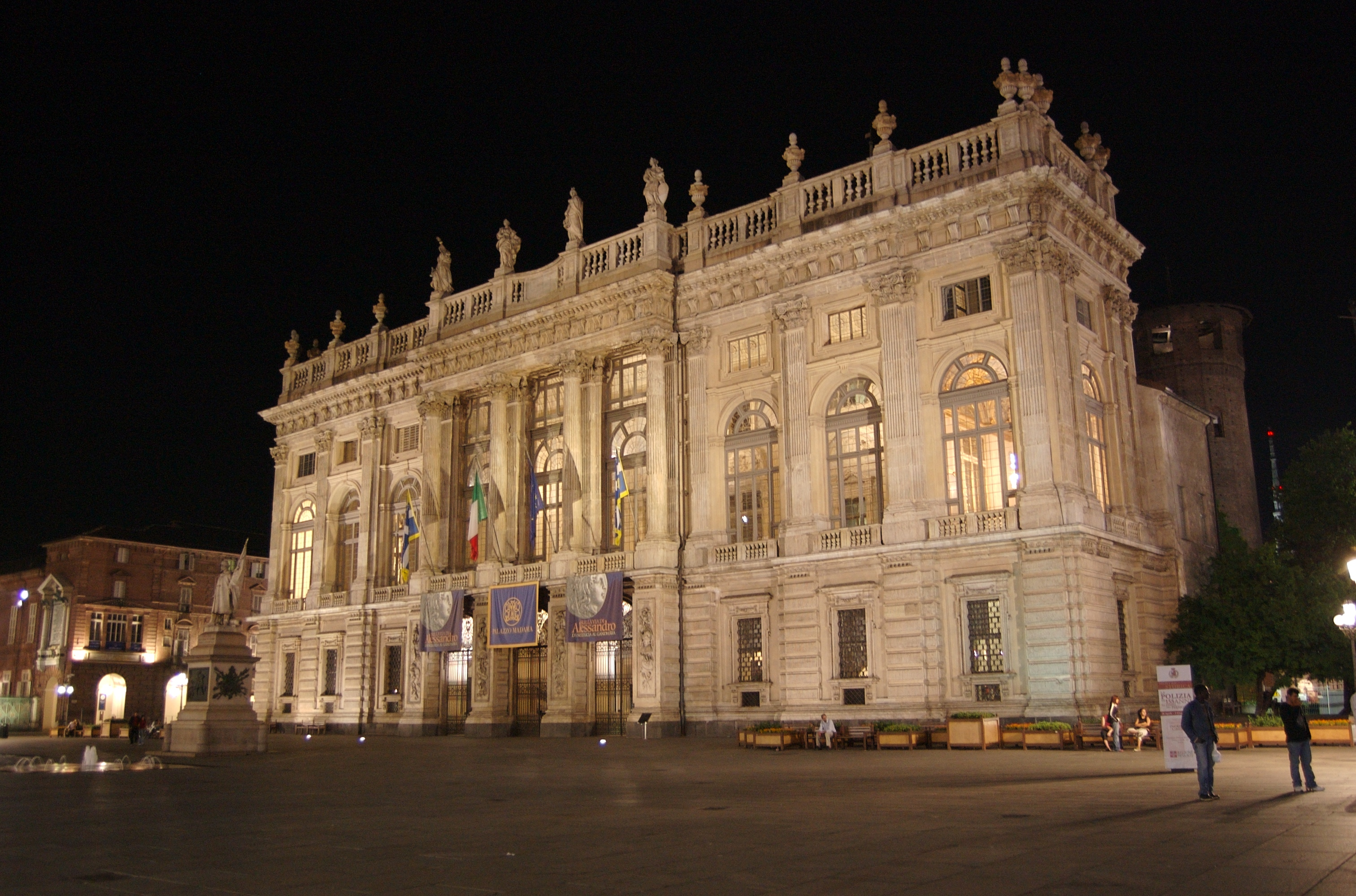
Palazzo Madama
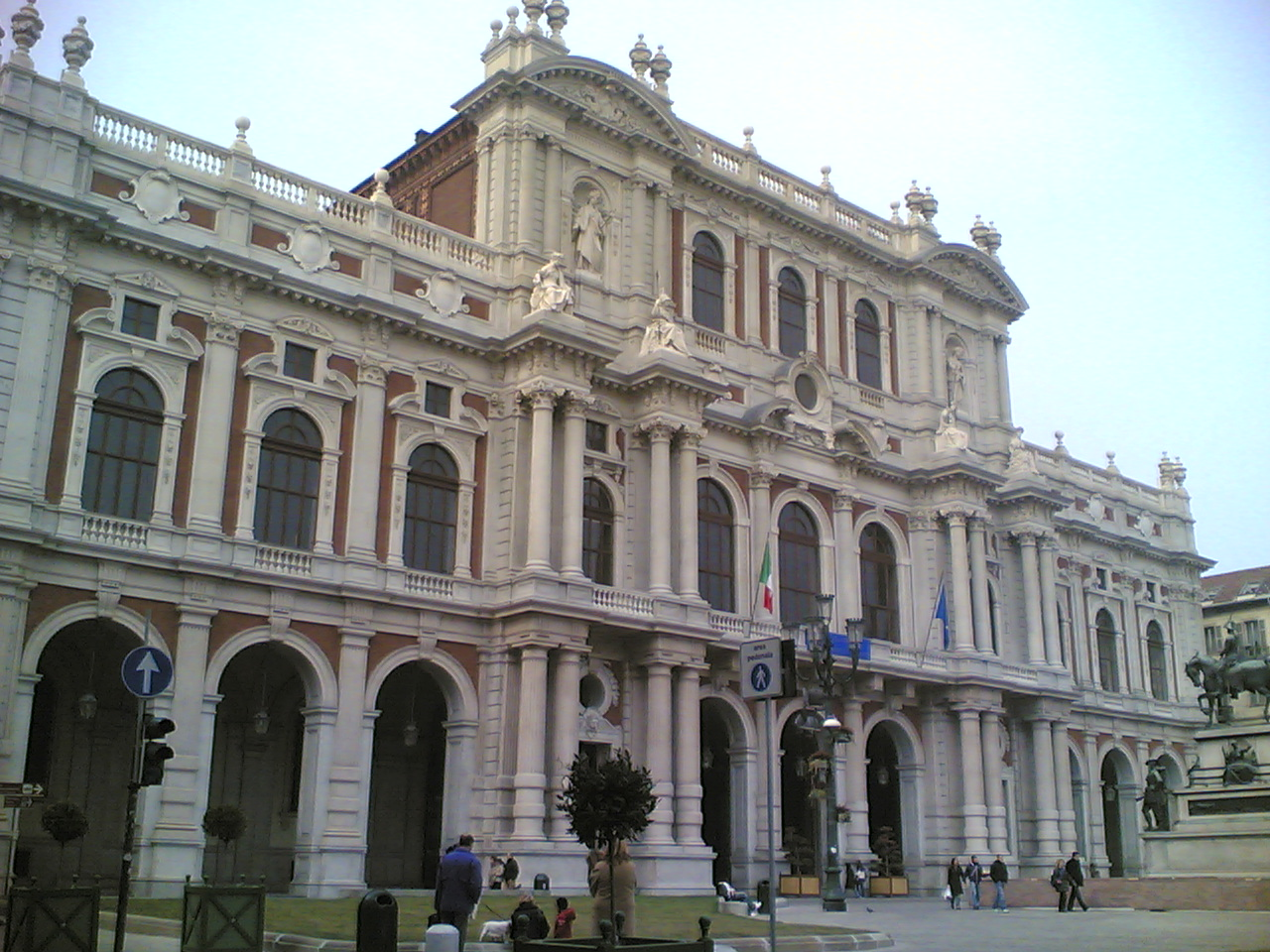
Palazzo Carignano
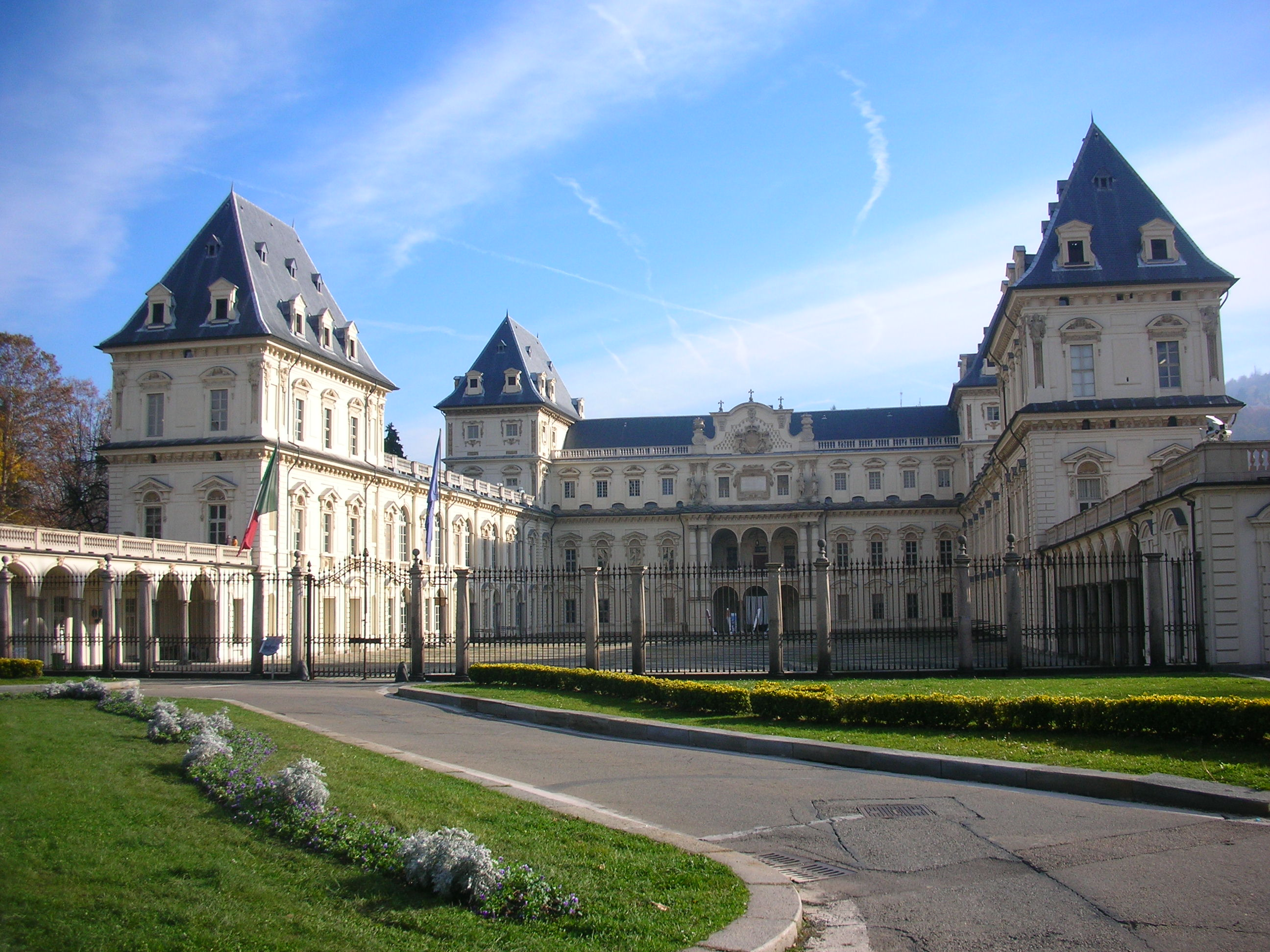
Castello del Valentino
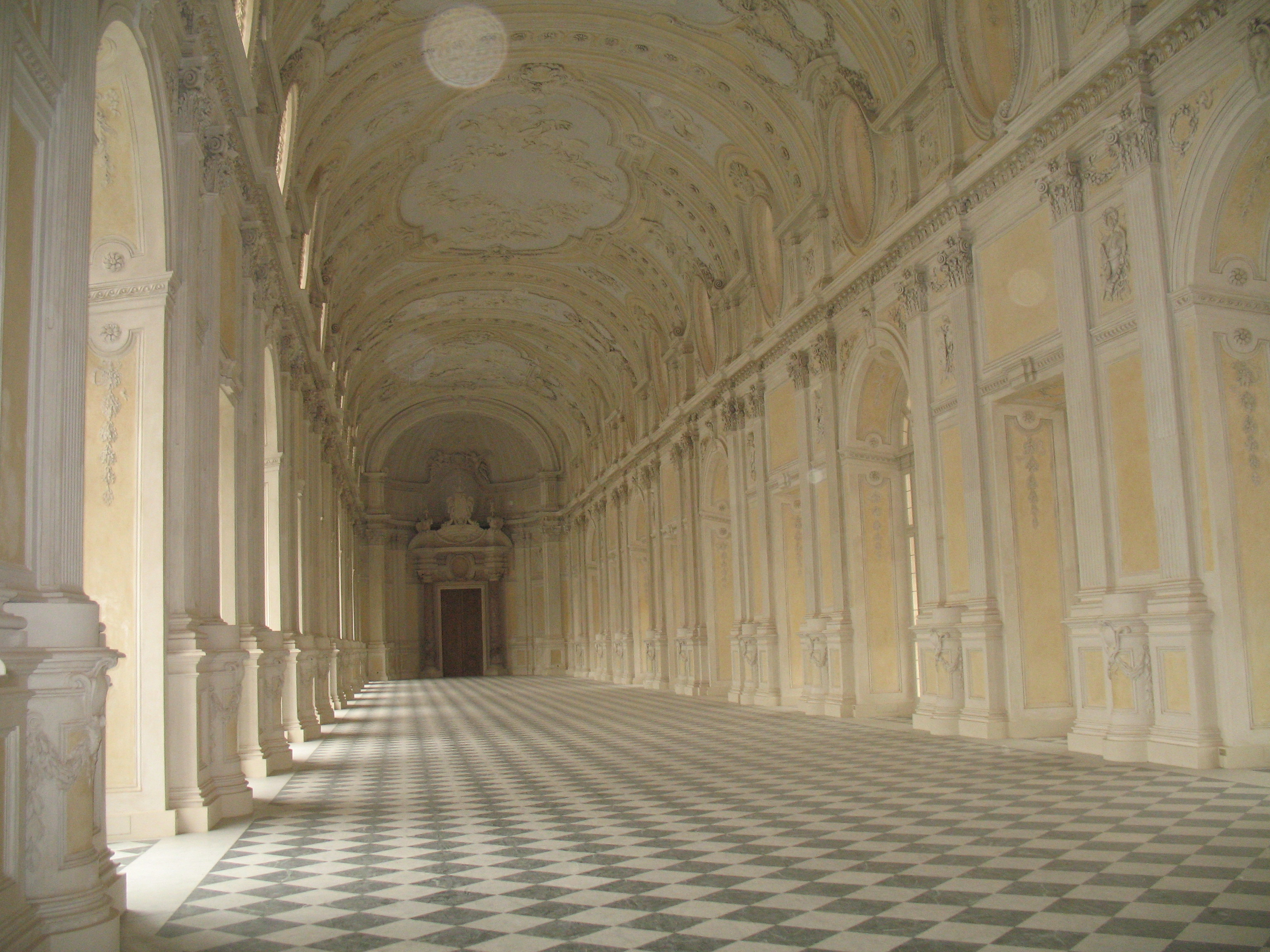
Reggia di Venaria Reale
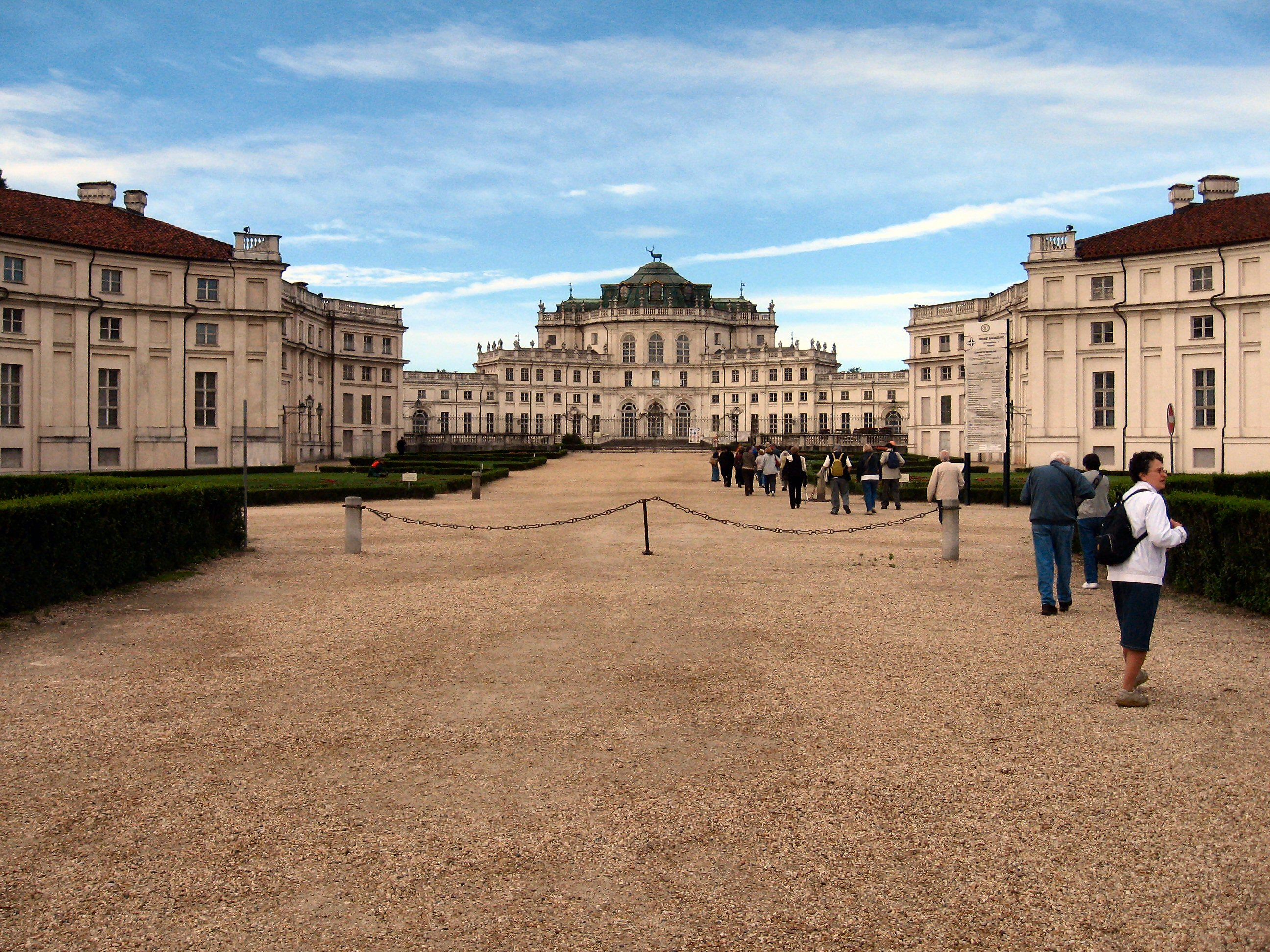
Palazzina di caccia di Stupinigi
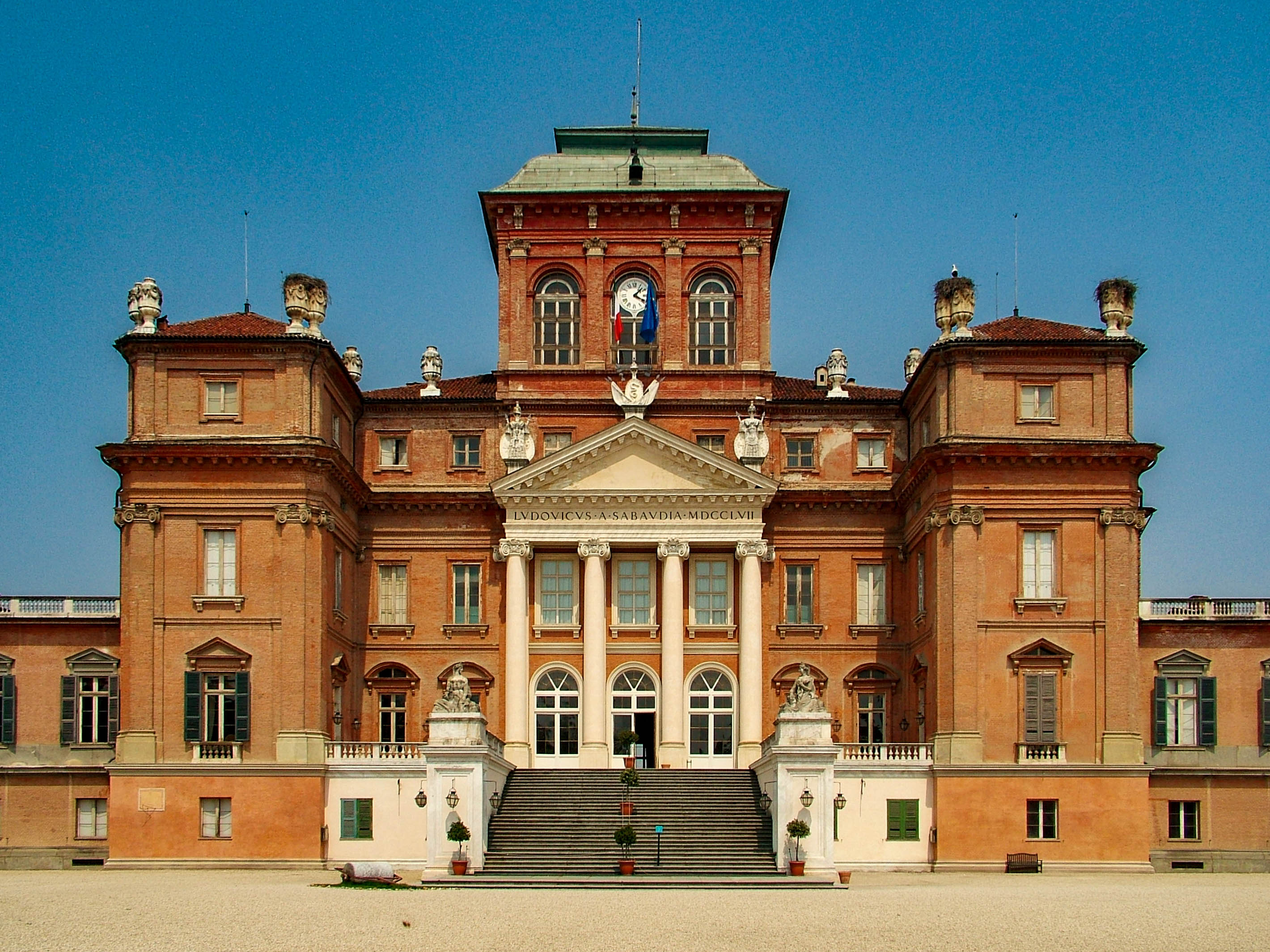
Castello di Racconigi
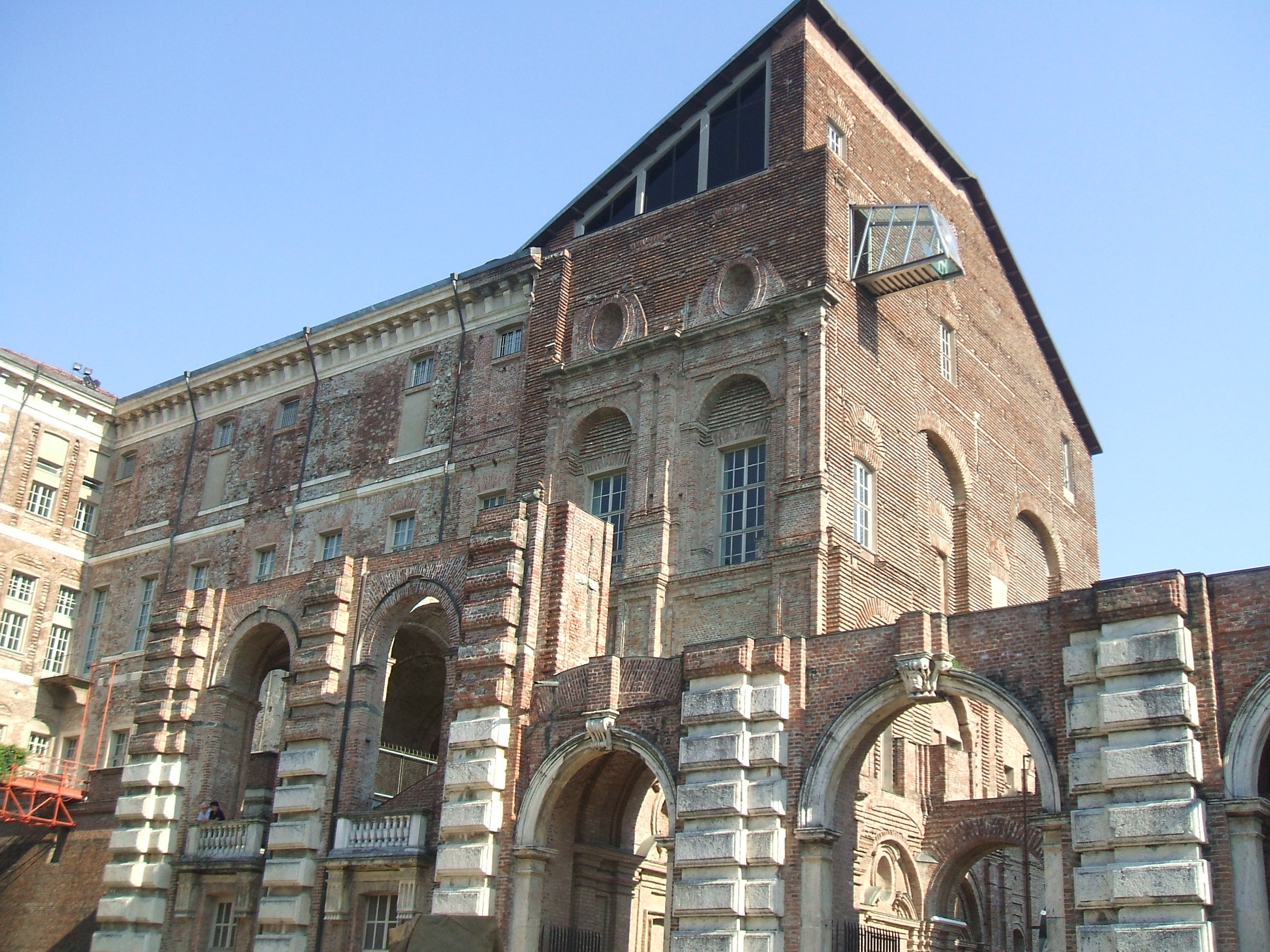
Castello di Rivoli
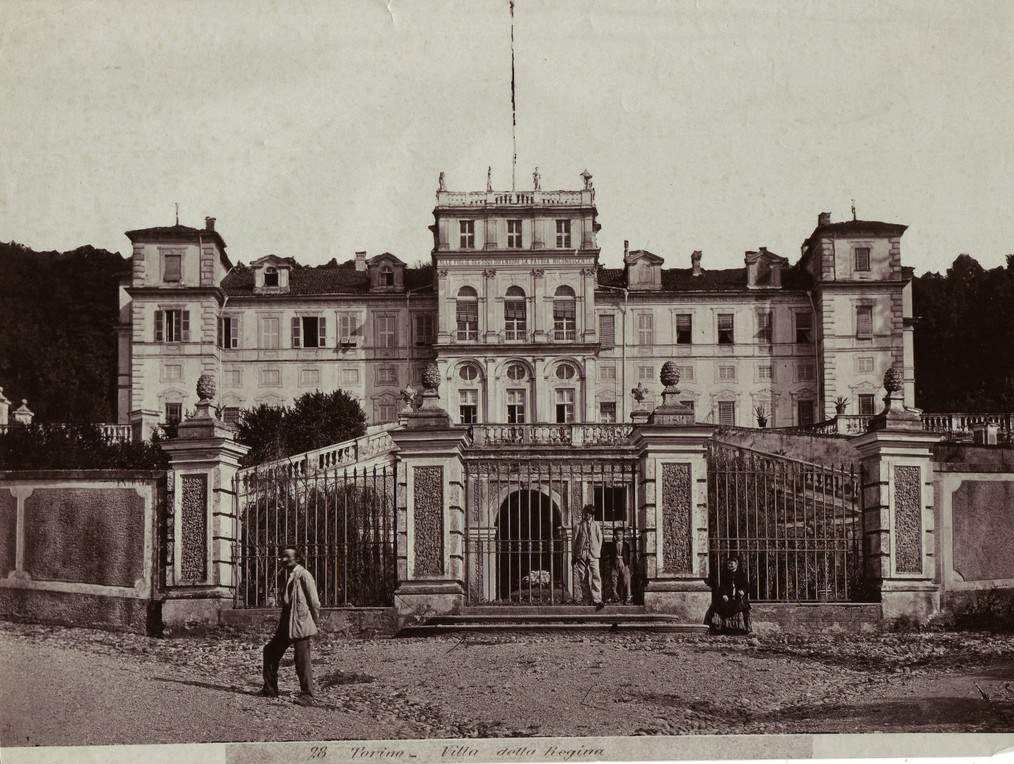
Villa della Regina
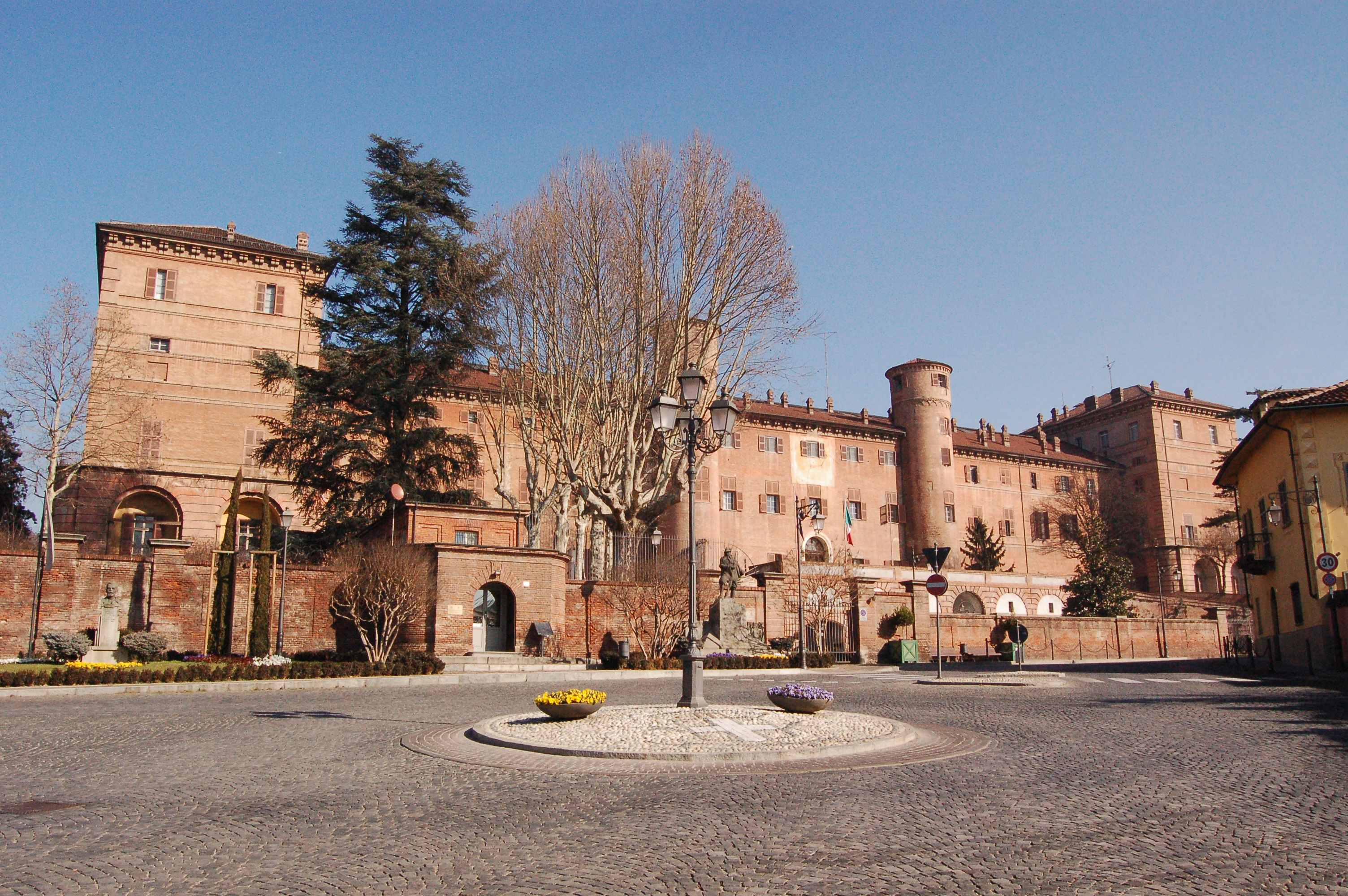
Castello di Moncalieri
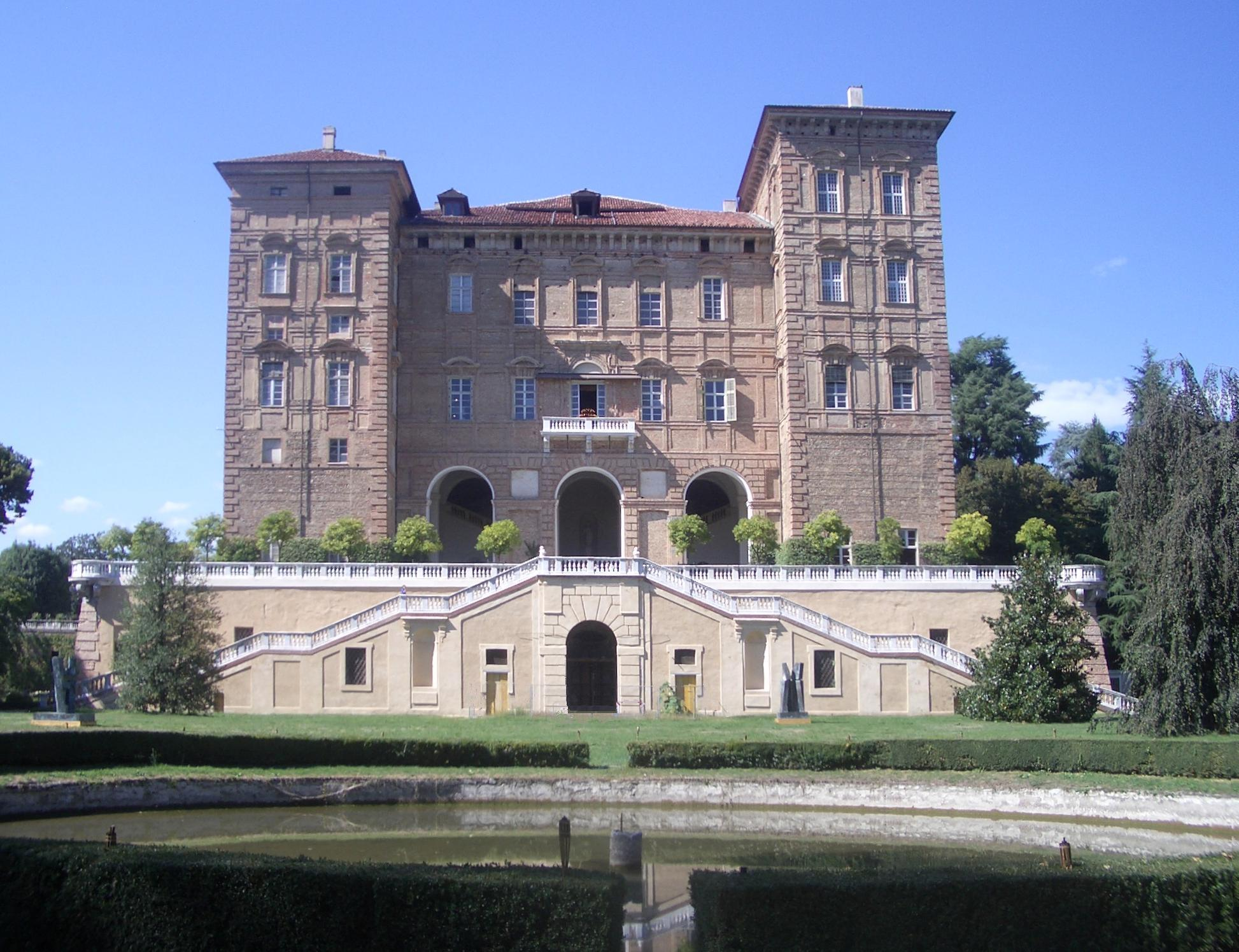
Castello di Agliè
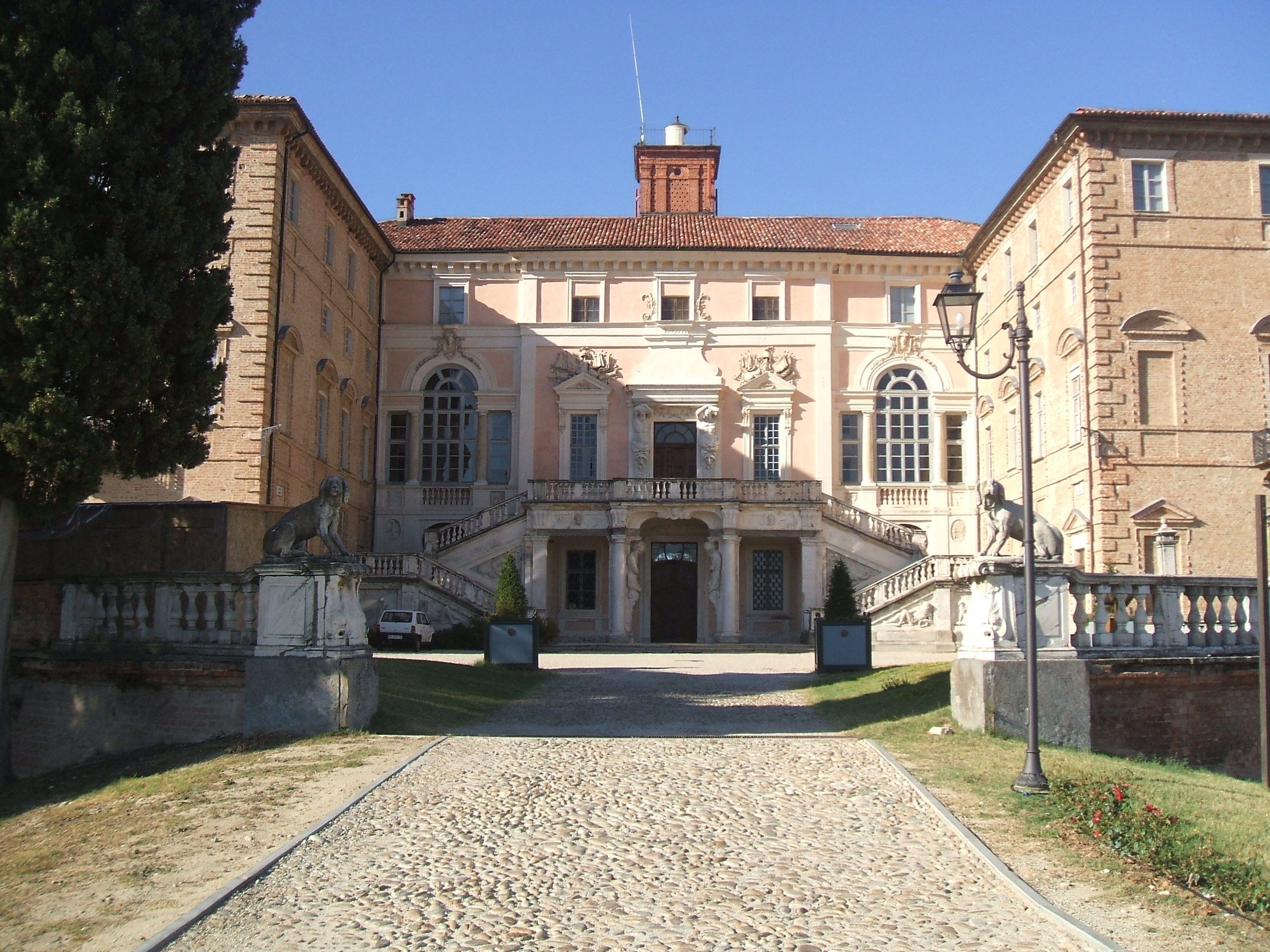
Castello di Govone

## Huset Savojen
Houset Savojen kommer av den historiska regionen Savojen i dåvarande Frankrike som växte fram vid sidan av fria kommuner i vad som idag är Schweiz. Under åren växte huset från regionen till att styra över större delen av den Italienska halvön. Ändå var deras framväxt och överlevnad under århundradena inte baserad på spektakulära erövringar utan på gradvisa territoriella expansioner genom giftermål och metodiska och starkt manipulativa politiska förvärv.